# Georg Alexander

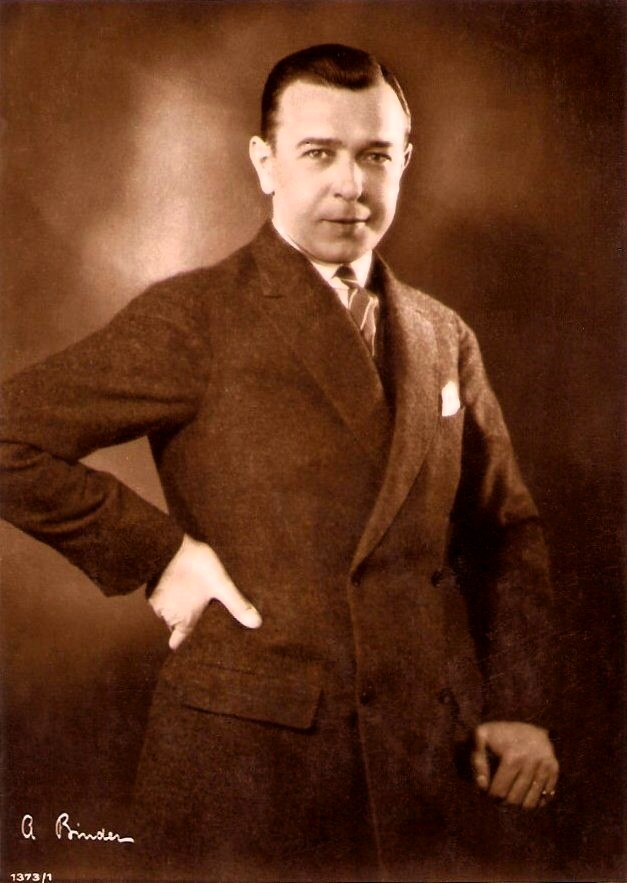
Georg Alexander, Fotografie (um 1928) von Alexander Binder

Georg Alexander; gebürtig Werner Louis Georg Lüddeckens (* 3. April 1888 in Hannover; † 30. Oktober 1945 in Berlin), war ein deutscher Schauspieler, Regisseur und Produzent.

## Leben
Georg Alexander war der Sohn des Schauspielers Georg Lüddeckens und dessen Frau Martha Amalie, geb. Bohde. Nach seiner Schauspielausbildung hatte er seine ersten Anstellungen an Theatern in Halberstadt, Hamburg, Hannover und ab 1914 in Berlin. 1915 wirkte er in seinem ersten Film mit. Im Oktober 1916 gründete er gemeinsam mit seiner Frau, der norwegischen Schauspielerin Aud Egede-Nissen, die Produktionsgesellschaft „Lüddekens Egede-Nissen & Co. Film Comp. OHG“ (1916–1918) und im Juli 1918 die „Egede Nissen Films Comp. GmbH“ (1918–1922), die ungefähr 30 Filme veröffentlichten. Dabei führte Alexander meist selbst Regie. Ihr gemeinsamer Sohn Georg Richter wurde auch selbst in Norwegen ein bekannter Schauspieler.
1919 gründete er seine eigene Filmgesellschaft „Alexander-Film GmbH“, um Sportfilme zu produzieren. Alexander war selbst sportlich aktiv und stellte 1921 einen Rekord im Hochsprung zu Pferde mit 1,85 Metern auf.
Georg Alexander trat in Detektiv- und anderen Unterhaltungsfilmen auf. Er war beim zeitgenössischen Publikum sehr beliebt. Seine Rollen waren oft vornehme Herren oder Adlige, wie in Reinhold Schünzels Komödie Die englische Heirat (1934), wo er neben Adele Sandrock auftrat. Er wirkte in über 160 Filmen mit.
Ab 1928 war Georg Alexander in dritter Ehe mit der Filmagentin Ilse Brach verheiratet. Am 30. Oktober 1945 verstarb er in Berlin an einer Entzündung der Bauchspeicheldrüse. Seine Grabstätte auf dem Friedhof Wilmersdorf in Berlin-Wilmersdorf wurde 1960 aufgelöst.

## Filmografie
- 1915: Die Wellen schweigen
- 1916: Das Wiegenlied
- 1917: Das Geheimnis der Briefmarke
- 1917: Die Liebe, Sie war nur ein Traum
- 1917: Der Verräter
- 1918: Der Rosenkranz
- 1919: Die Fahrt ins Blaue
- 1919: Die platonische Ehe
- 1920: Indische Rache
- 1921: Lady Hamilton
- 1921: Der Mann ohne Namen (6 Teile)
- 1922: Lola Montez, die Tänzerin des Königs
- 1922: Das Spiel mit dem Weibe
- 1923: Die Frau mit den Millionen
- 1923: Das Milliardensouper
- 1923: Der Frauenkönig
- 1923: Das Paradies im Schnee
- 1924: Das schöne Abenteuer
- 1924: Die schönste Frau der Welt
- 1924: Mein Leopold
- 1924: Komödianten des Lebens
- 1925: Eifersucht
- 1925: Liebe macht blind
- 1925: Der Herr ohne Wohnung
- 1925: Herrn Filip Collins Abenteuer
- 1926: Die Mühle von Sanssouci
- 1926: Die Welt will belogen sein
- 1926: Die Insel der verbotenen Küsse
- 1926: Nanette macht alles
- 1926: Das Gasthaus zur Ehe
- 1927: Die Dollarprinzessin und ihre sechs Freier
- 1927: Eins plus Eins gleich Drei
- 1927: Colonialskandal
- 1927: Der Orlow
- 1927: Die Frau ohne Namen (2 Teile)
- 1927: Venus im Frack
- 1927: Die indiskrete Frau
- 1928: Leontines Ehemänner
- 1928: Prinzessin Olala
- 1928: Sechs Mädchen suchen Nachtquartier
- 1928: Mikosch rückt ein
- 1928: Unmoral
- 1928: Dyckerpotts Erben
- 1928: Die große Abenteuerin
- 1928: Flucht vor Blond
- 1928: Was ist los mit Nanette?
- 1929: Die lustigen Vagabunden
- 1929: Autobus Nr. 2
- 1929: Schwarzwaldmädel
- 1929: Die Garde-Diva
- 1929: Der Leutnant Ihrer Majestät
- 1929: Liebe im Schnee
- 1930: Liebeswalzer
- 1930: Ehestreik
- 1930: Geld auf der Straße
- 1930: Zärtlichkeit
- 1930: Die singende Stadt
- 1930: Das Recht auf Liebe
- 1930: Leutnant warst Du einst bei deinen Husaren
- 1931: Opernredoute
- 1931: Hurra – ein Junge!
- 1931: Ehe mit beschränkter Haftung
- 1931: Der verjüngte Adolar
- 1931: Der Liebesexpreß
- 1931: Wiener Liebschaften
- 1931: Mamsell Nitouche
- 1931: Trara um Liebe
- 1931: Die Bräutigamswitwe
- 1931: Die Fledermaus
- 1932: Durchlaucht amüsiert sich
- 1932: Wenn die Liebe Mode macht
- 1932: Ein bißchen Liebe für Dich
- 1932: Wie sag’ ich’s meinem Mann?
- 1932: Das Testament des Cornelius Gulden
- 1932: Moderne Mitgift
- 1932: Liebe, Scherz und Ernst
- 1933: Madame wünscht keine Kinder
- 1933: Ist mein Mann nicht fabelhaft?
- 1933: Eine Frau wie Du
- 1933: Flucht nach Nizza
- 1933: Der Störenfried
- 1933: Mein Liebster ist ein Jägersmann (Unser Kaiser)
- 1933: Der Zarewitsch
- 1933: Liebe muß verstanden sein
- 1933: …und wer küßt mich?
- 1934: G’schichten aus dem Wienerwald
- 1934: Der Doppelgänger
- 1934: Zigeunerblut
- 1934: Die englische Heirat
- 1934: Lottchens Geburtstag
- 1934: Das Blumenmädchen vom Grand-Hotel
- 1935: Der Vogelhändler
- 1935: Die Nachtwache
- 1935: Tanzmusik
- 1935: Der alte und der junge König
- 1935: Ein idealer Gatte
- 1935: Ein Teufelskerl (Leutnant Bobby, der Teufelskerl)
- 1935: Ein falscher Fuffziger
- 1935: Alles hört auf mein Kommando
- 1935: Der Schlafwagenkontrolleur
- 1936: Rendezvous in Wien
- 1936: Eskapade
- 1936: Das Frauenparadies
- 1936: Mädchen in Weiß
- 1936: Donaumelodien
- 1936: Krach und Glück um Künnemann
- 1936: Das Schloß in Flandern
- 1936: Martha
- 1937: Hahn im Korb
- 1937: Karussell
- 1937: Die Fledermaus
- 1937: Abenteuer in Warschau
- 1937: Zweimal zwei im Himmelbett
- 1938: Heimat
- 1938: Verliebtes Abenteuer
- 1938: Unsere kleine Frau
- 1938: Der lose Falter
- 1938: Es leuchten die Sterne
- 1938: Der Fall Deruga
- 1938: Das Mädchen von gestern Nacht
- 1938: Geld fällt vom Himmel
- 1938: Gastspiel im Paradies
- 1938: Die Frau am Scheidewege
- 1938: Kleiner Mann – ganz groß
- 1939: Frau am Steuer
- 1939: Leinen aus Irland
- 1939: Wenn Männer verreisen
- 1939: Der arme Millionär
- 1939: Die kluge Schwiegermutter
- 1939/41: Frauen sind doch bessere Diplomaten
- 1940: Der Kleinstadtpoet
- 1941: Frau Luna
- 1941: Oh, diese Männer
- 1941: Was will Brigitte?
- 1941: Das himmelblaue Abendkleid
- 1942: Ein Zug fährt ab
- 1943: Abenteuer im Grandhotel
- 1943: … und die Musik spielt dazu
- 1943: Die beiden Schwestern
- 1944: Die Frau meiner Träume
- 1944: Der Meisterdetektiv
- 1948: Leckerbissen (Kompilationsfilm)
- 1949: Sie sind nicht mehr (Kompilationsfilm)

## Theater
- 1914: Korfiz Holm: Marys großes Herz – Regie: Fritz Friedmann-Frederich (Kleines Theater Berlin)
- 1915: Otto Härting: Das kommt davon – Regie: Martin Zickel (Residenz-Theater Berlin)
- 1915: Oskar Blumenthal, Gustav Kadelburg: Die Schöne vom Strand (Huckebein) – Regie: Martin Zickel (Residenz-Theater Berlin)
- 1916: Herbert Eulenberg: Paul und Paula – Regie: ? (Kleines Theater Berlin)
- 1916: Ludwig Thoma: Lottchens Geburtstag – Regie: ? (Kleines Theater Berlin)
- 1916: Otto Ludwig: Der Goldschmied – Regie: Georg Altman (Kleines Theater Berlin)
- 1916: Heinrich Ilgenstein: Ehesanatorium (Bücherwurm) – Regie: ?  (Kleines Theater Berlin)
- 1917: René Schickele: Hans im Schnakenloch – Regie: ? (Kleines Theater Berlin)
- 1917: Otto Soyka: Geldzauber – Regie: Fritz Friedmann-Frederich (Kleines Theater Berlin)
- 1919: Robert Overweg: Kümmelblättchen (Kriminalkommissar) – Regie: Richard Eivenack (Kleines Theater Berlin)
- 1919: Wilhelm Speyer: Er kann nicht befehlen – Regie: Richard Eivenack (Kleines Theater Berlin)
- 1919: Carl Sternheim: Die Hose – Regie: Karlheinz Martin (Kleines Schauspielhaus Berlin, Fasanenstraße)
- 1920: Carl Sternheim: 1913 – Regie: Georg Altman (Kleines Schauspielhaus Berlin, Fasanenstraße)
- 1922: Louis Verneuil: Karussell (Jaques) – Regie: ? (Komödienhaus Berlin)
- 1922: Bruno Frank: Henne im Korb (Alexander Schott) – Regie: Ralph Arthur Roberts (Komödienhaus Berlin)
- 1923: Georg Okonkowski, Richard Bars, Walter Wilhelm Goetze: Charlie (Dr. Horst) – Regie: Karl Neisser (Theater in der Kommandantenstraße Berlin)
- 1923: Carl Sternheim: Die Kassette (Fotograf Alfons Seidenschnur) – Regie: Carl Sternheim (Tribüne Berlin)
- 1923: Ernst Bajda: Die Dame mit dem Scheidungsgrund (Dr. Max Barren) – Regie: Reinhard Bruck (Komödienhaus Berlin)
- 1924: Alexander Engel: Die Freundin seiner Exzellenz – Regie: Walter F. Fichelscher (Deutsches Theater Berlin – Kammerspiele)
- 1924: Adolf Paul: Sie läßt sich nicht verkaufen – Regie: Georg Altman (Trianon-Theater Berlin)
- 1925: William Shakespeare: Wie es euch gefällt (Sylvius) – Regie: Victor Barnowsky (Theater in der Königgrätzer Straße)
- 1925: Louis Verneuil: Kopf oder Adler (Grafensohn) – Regie: Ralph Arthur Roberts (Komödienhaus Berlin)
- 1925: Alfred Savoir: Die Großfürstin und der Zimmerkellner – Regie: ? (Kleines Theater Berlin)
- 1925: W. Somerset Maugham: Mrs. Dot – Regie: Georg Altman (Lessingtheater Berlin)
- 1925: Paul Raynal: Der Herr seines Herzens – Regie: Richard Gerner (Deutsches Theater Berlin – Kammerspiele)
- 1926: Rudolf Bernauer, Rudolf Österreicher: Der Garten Eden – Regie: Rudolf Bernauer (Komödienhaus Berlin)
- 1926: Frank Wedekind: Franziska (Herzog von Rothenburg) – Regie: Karlheinz Martin (Theater am Nollendorfplatz Berlin)
- 1927: Fritz Friedmann-Frederich, Walter Bromme: Heute nacht – eventuell … (Ehemann) – Regie: ? (Neues Theater am Zoo Berlin)
- 1927: Eugène Scribe: Leonie (Baron de la Tour) – Regie: Julius E. Herrmann (Berliner Theater)
- 1927: Walter Kollo: Drei arme kleine Mädels (Reichsfreiherr) – Regie: Hermann Feiner (Theater am Nollendorfplatz Berlin)
- 1927: Kurt Robitschek: Die Rache des Vampyrs – Regie: ? (Kabarett der Komiker Berlin)
- 1928: Felix Joachimson: Wer sollte es sonst sein? – Regie: Karlheinz Martin (Komödienhaus Berlin)
- 1928: Wilhelm Speyer: Mit der Liebe Rugby spielen (Sohn) – Regie: Erich Pabst (Theater in der Königgrätzer Straße)
- 1928: Melchior Lengyel: Tihamér (Eugen) – Regie: Arthur Bárdos (Theater im Palmenhaus Berlin)
- 1928: Sacha Guitry: Schwarz – Weiß (George Samoy-Clarkson) – Regie: Ralph Arthur Roberts (Deutsches Künstlertheater Berlin)
- 1928: Gyula Somogyi: Sybille … ausgeschlossen! (Freund) – Regie: Paul Gordon (Tribüne Berlin)
- 1929: Rudolf Bernauer, Rudolf Österreicher: Das Geld auf der Straße – Regie: Rudolf Bernauer (Komödienhaus Berlin)
- 1929: Jacques Offenbach, Henri Meilhac, Ludovic Halévy: Pariser Leben (Raoul de Gardefeu) – Regie: Gustav Hartung ( Renaissance-Theater Berlin)
- 1929: Robert Blum: Ich betrüg‘ dich nur aus Liebe … (Gaston) – Regie: Robert Blum (Lessingtheater Berlin)
- 1933: Franz Arnold: Hier stimmt was nicht (Prinz) – Regie: Franz Arnold (Komödienhaus Berlin)